# San Benno (Monaco di Baviera)
La chiesa parrocchiale di San Benno (in tedesco: Pfarrkirche St. Benno), fu costruita nel 1888–1895 da Leonhard Romeis nel quartiere di Maxvorstadt a Monaco di Baviera e fu in parte finanziata dalla famiglia Wittelsbach, la famiglia reale bavarese. La chiesa è dedicata a San Benno, il patrono della città di Monaco di Baviera, le cui reliquie si trovano nella Frauenkirche.
Sito accanto alla chiesa di Sant'Anna, nel quartiere di Lehel, è uno dei più grandi templi religiosi in stile neoromanico del XIX secolo.